# Nakenbad

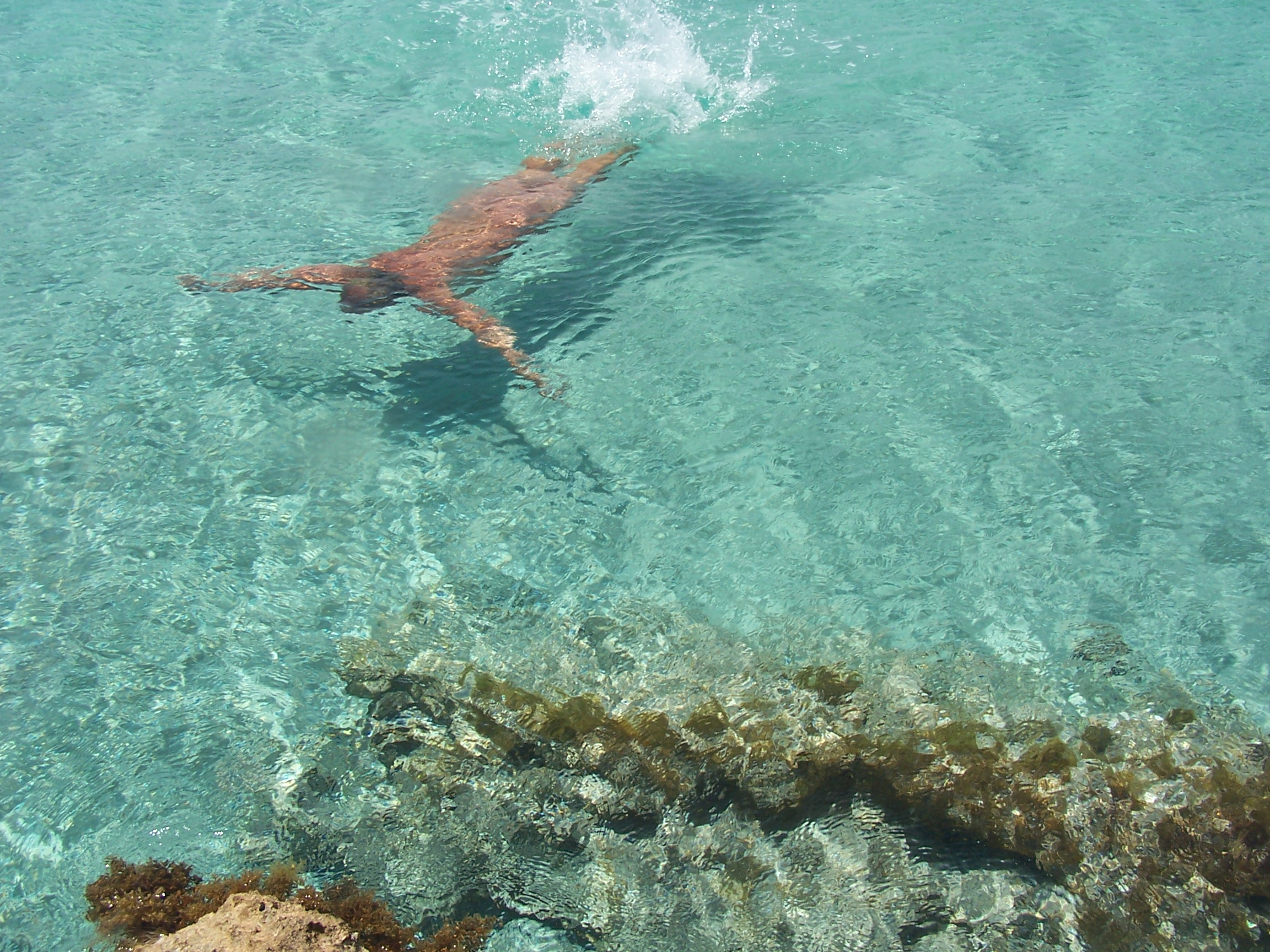
Människokroppen är formad för vatten enligt vattenapahypotesen.

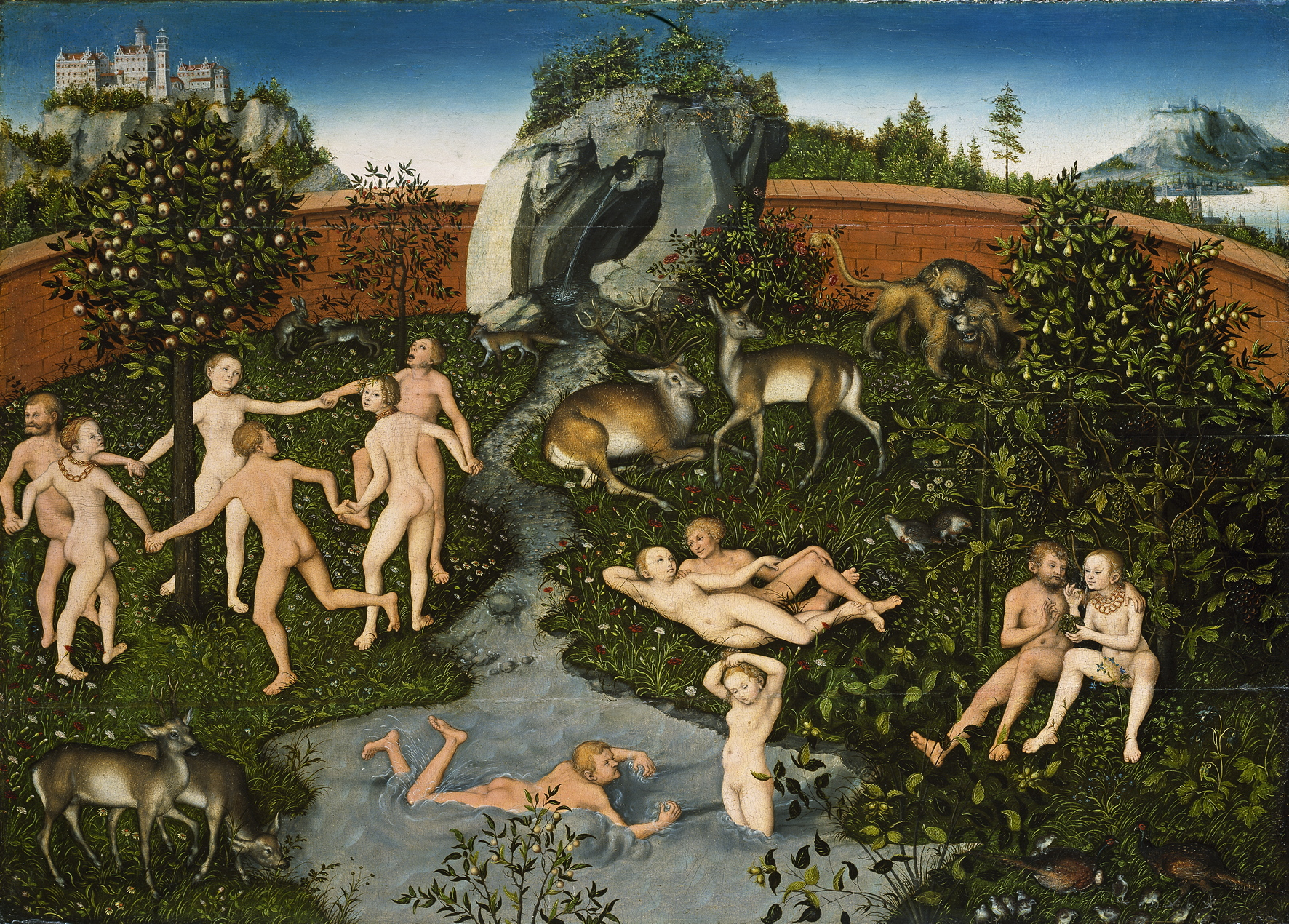
"Den gyllene tidsåldern", drömmen om en förlorad idealtillvaro, målning av Lucas Cranach 1530.

Nakenbad innebär att bada naken, utan badkläder eller annan beklädnad. Ordet "nakenbad" används för bad utomhus, på badhus och simhallar, men sällan om bad i badkar och dusch inomhus eller bastubad; där har det är underförstått att det sker naket. Nakenbad kan även syfta på solbad utan kläder.
Nakenbad är även benämning på en badplats som är avsedd för nakenbadande. Ett nakenbad kan vara uppdelat i dam- respektive herrbad, eller gemensamt för båda könen. I det senare fallet används ofta ordet "naturistbad". En plats för nakenbad kan vara "officiell" och skyltad som nakenbad/naturistbad av exempelvis en kommun eller markägare. Den kan också vara "spontant" tillkommen. 
Ordet fribad lanserades under 1970-talet för en badplats där det var fritt att bada med eller utan badkläder, men slog inte igenom. 
Det finns inget förbud mot att bada naken på en vanlig badplats i Sverige. Och det finns heller inget tvång att bada naken på ett skyltat nakenbad, även om det på vissa nakenbad är anmodat. Många inomhusbad/simhallar erbjuder tider med nakenbad, ibland könsuppdelat och ibland gemensamt. I det senare fallet då vanligen arrangerat av en naturistförening eller en oberoende grupp nakenbadare. 
Nakenbadare kallar (skämtsamt) de som badar med badkläder för textilare.

## Nakenbad kontra naturism

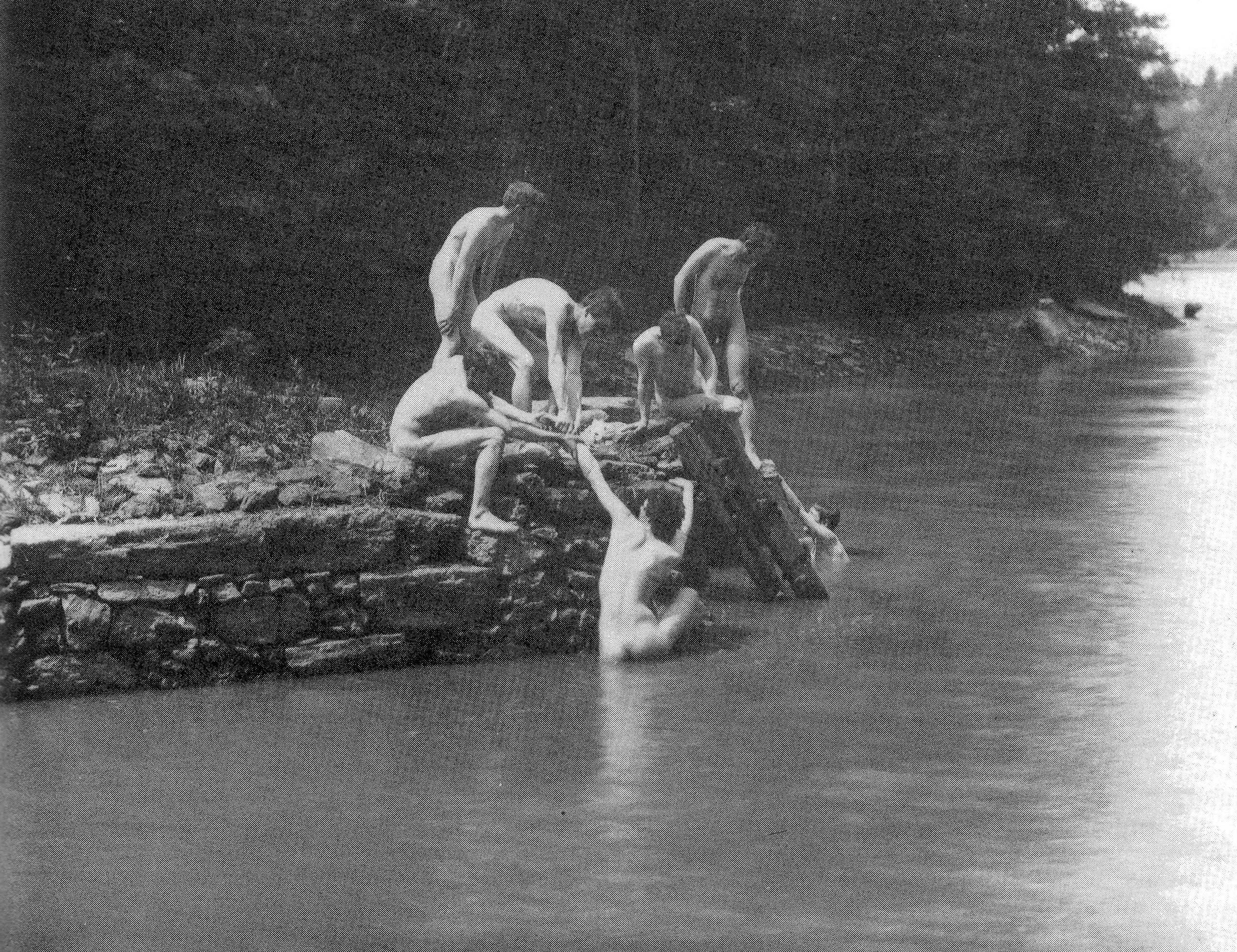
Badande nakna män år 1883.

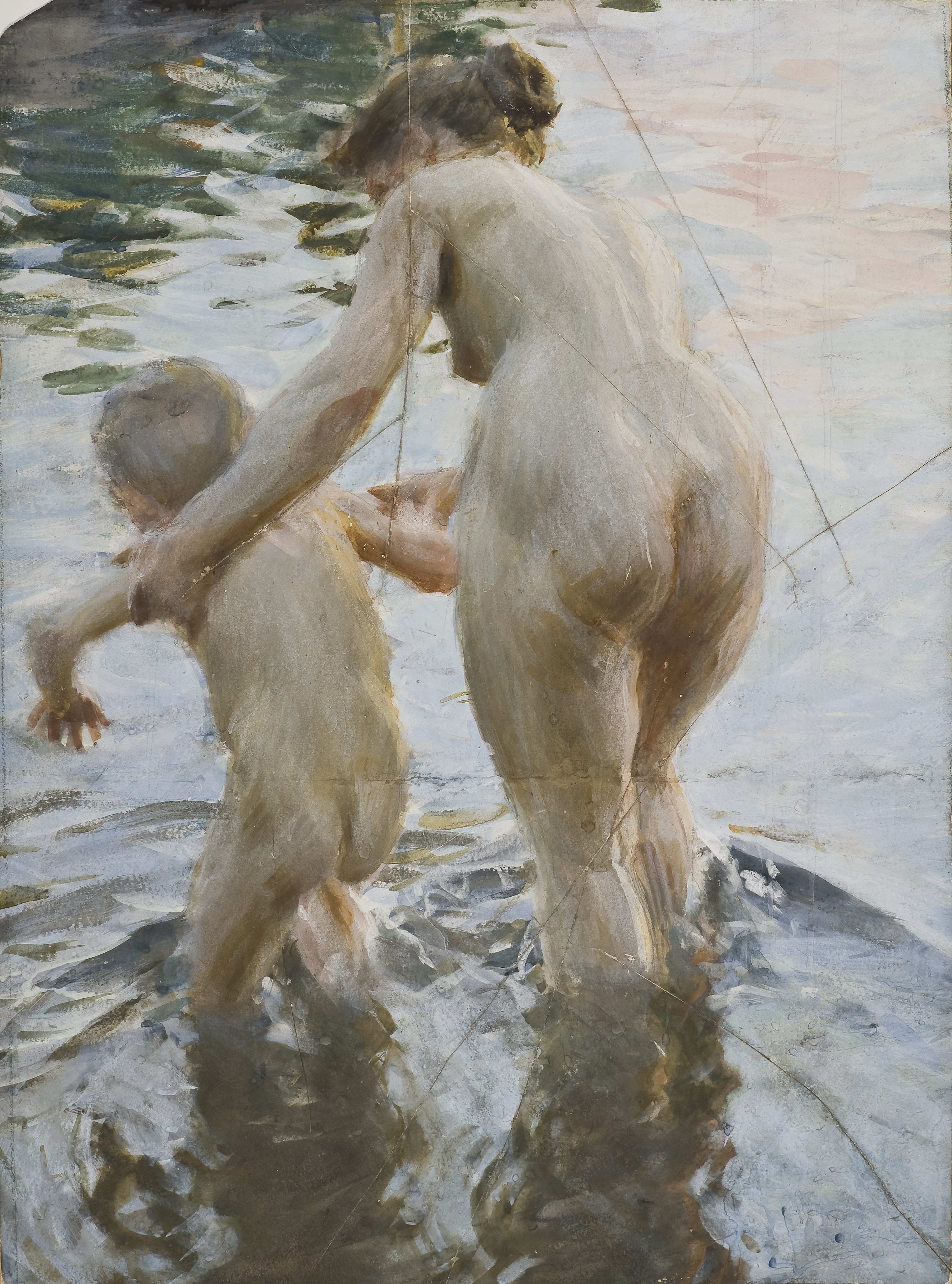
Anders Zorns målning En premiär, 1888.

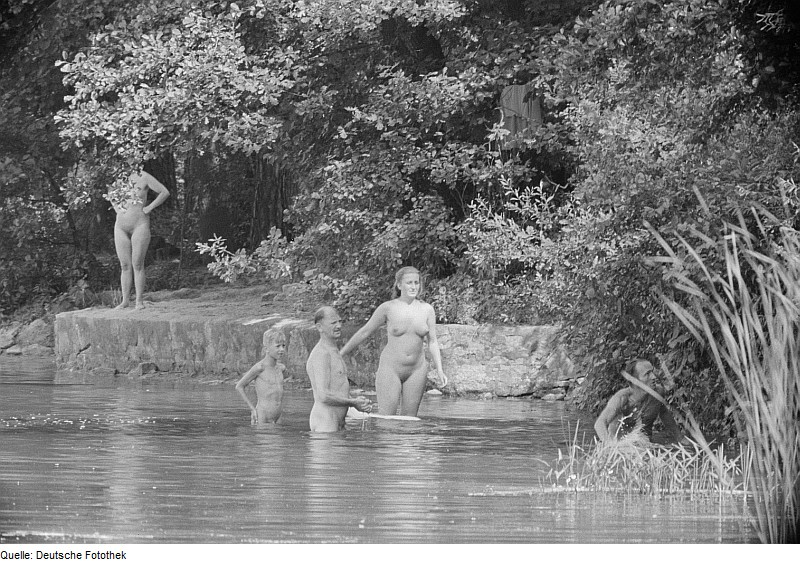
Naturism, badande män och kvinnor och barn, år 1952.

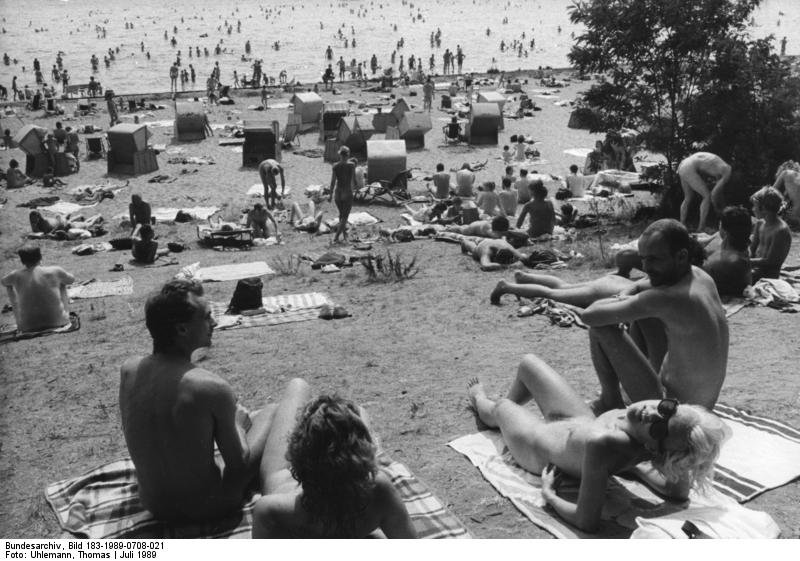
Strandbad i Tyskland med män och kvinnor, 1989.

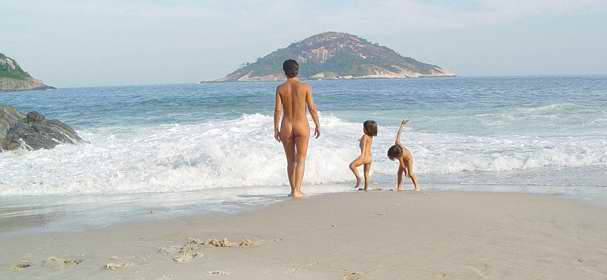
Nakenbad vid Praia do Abricó I Brasilien, 2006.

Nakenbad är en handling medan naturism (tidigare kallat nakenkultur, gymnosofi eller nudism) är mer av filosofi, hållning eller livsstil, förr ofta organiserat i föreningar. Typiskt för det som numera brukar kallas "naturism" är inslag av ”social nakenhet”, att ett antal män och kvinnor är nakna gemensamt, vanligen vid bad och strandliv, men det kan också vara vid vandring, friluftsliv, gymnastik, yoga, cykelevenemang eller annat. 
Under 1900-talet har det funnits många som förespråkat en naturlig inställning till nakenhet och nakenbad som något positivt. I början av seklet motiverades detta ofta med hälsoargument. Dels kritiserades dåtidens strama och obekväma klädedräkt, som var vanlig även varma sommardagar. Hud behöver luft, många läkare framhöll avkläddhet, solljus, bad, friluftsliv som hälsosamt. 
Nakenhet blev också del av 1900-talets modernitet, en reaktion mot äldre konservatism och ett traditionellt "religiöst" synsätt på kroppen. Senare kommer också motiv som är tydligt socialt grundade. Bonniers lexikon, 1965, skriver exempelvis: 
”Nakenkultur, naturism, nudism, rörelse som genom nakenhet och kontakt med naturen vill ge sina utövare fysisk och psykisk balans. Naturisterna hävdar att det gör dem själva, ungdomar och barn gott att otvunget kunna vistas tillsammans med andra nakna människor i naturmiljö. Internationella naturistfederationen, underställd UNESCO, har över 100 000 medl. i ett 20-tal länder…”
Efter 1968 blir nakenhet förknippad med dåtidens nya radikalitet och feminism och under 1970- och 1980-talen blir nakenbadande utbrett och etablerat.

## Nakenhet i badandets historia
Nakenhet har i alla tider varit naturlig vid bad. Män badade för sig, kvinnor för sig, alternativt badade man familjevis.
I början av 1900-talet förordade många hälsoteoretiker luft, solljus och nakenhet som en källa till hälsa och välbefinnande och som en väg ifrån dåtidens konstlade livsstil. I Tyskland organiserades från slutet av 1800-talet naturism, med gemensamt nakenbad för både män och kvinnor. På 1920-talet kom detta även till Sverige. Olle Schmeling gav redan 1928 ut boken Mot baddräktskulturen, där han förespråkade ”den urgamla svenska seden att bada naken”
I större städer hade badhus och badplatser för män ofta kommit att bli mötesplatser för homosexuella män. Naturisterna tog avstånd från denna sexualisering av nakenheten. Man ville inte att den nakna samvaron skulle skilja sig från det vanliga livets ordning.
Solbränd hud blev mode under 1930-talet och intresset för friluftsliv och utomhusbadande, "kallbad", ökade. 
Badkläder, då de kom till användning, var länge opraktiska. Det var därför förklarligt att de flesta badade nakna. Först på 1940-talet kom mer användbara badkläder av moderna material. Badkläder var normen på moderna strandbad. Men nakenbad var det vanliga i mindre sammanhang, och normalt separerades då kvinnor, män, familjer. Det fanns bara enstaka naturistbad.
Filmer som Hon dansade en sommar (1951), Sommaren med Monika (1952), Änglar, finns dom? (1961) och Bokhandlaren som slutade bada (1969), gav en ljus bild av nakenbad. Detta låg också i linje med dels 1960-talets nya progressiva idéer, dels den nya synen på ”naturlighet” som ideal. Hälsa, friluftsliv, vildmark och natur förknippades med sund nakenhet. Solbränna över hela kroppen blev dessutom status. 
Gemensamt nakenbad blev efter hand mode även utanför naturistkretsar, särskilt på mer avskilda platser, i friluftsliv, vid bastun och i det rörliga båtlivet. Detta var mycket vanligt från 1968 till omkring 2000. Nakenbad blev efter 1968 del av en radikal livsstil. I vänsterkretsar möttes män och kvinnor på lika villkor i bastun. 
En naturlig okomplicerad inställning till nakenhet, både inom familjen och i övriga sociala sammanhang uppmuntrades (se nakenhet.) Nakenbad blev dock aldrig riktigt lika vanligt på allmänna stränder i Sverige, såsom i exempelvis Danmark, Polen, Tyskland, Jugoslavien, Frankrike och Grekland. Hur utbrett nakenbad blev under 1970-talet i Tyskland och framför allt i DDR, och bland universitetsstudenter, har inte alltid stått klart i vår tid.
Efter år 2000 kom nakenhet och kroppslighet att alltmer sexualiseras och mötas av dels nypuritanism, dels större öppenhet och acceptans inför nakenbad med sexuella inslag. Den ”naturliga nakenhet”, som eftersträvades från början av 1900-talet och som fick starkt genomslag på 1970- och 1980-talen, blev under en tid undanträngd från båda dessa håll. Men från omkring år 2010 har nakenbad åter fått ökad popularitet framför allt internationellt men även i Sverige.

## Nakenbad och bastu
Bastubad har alltid varit starkt förknippat med nakenhet, och har därför vanligtvis varit separerat mellan män, kvinnor eller familjer. I Sverige började det i slutet av 1960-talet bli vanligt att installera bastu i bostäder. Antalet bastur ökade snabbt under 1970- och 1980-talen. Kring detta utvecklades ett familjärt och socialt liv som starkt påverkade dåtidens syn på nakenhet. Sedan omkring år 2000 har det blivit vanligare med badkläder vid bastubad, även i könsuppdelade situationer.

## Lagen och nakenhet
Läkaren och professorn Johan Almkvist skrev redan i början på 1900-talet: "Bara en handling kan vara skamlig eller osedlig. Den som i nakenheten ser något osedligt är själv en osund människa". Det sammanfattar också grunden för svensk lagstiftning. "I svensk rätt finns inte något uttryckligt förbud mot att vara naken i offentlig miljö." Däremot kan en naken eller påklädd person under vissa förutsättningar begå handlingar som är brott: sexuellt ofredande (riktat mot individ) eller förargelseväckande beteende (riktat mot allmänheten). Ibland kan den nakne dömas hårdare.

### Sexuellt ofredande
”Blottande” och annat exhibitionistiskt beteende kan bedömas vara sexuellt ofredande, oberoende av om det sker i offentlig eller privat miljö. Situationen är avgörande. Den nakne visar avsiktligt upp sig för en viss person, och riktar sig till denna på ett sätt som kan uppfattas ofredande och skrämmande för den som utsätts. 

### Förargelseväckande beteende
På en naturiststrand eller en sällan besökt eller glest befolkad strand är nakenhet inte förargelseväckande beteende.
På en vanlig strand eller plats är bedömningen beroende av situation, plats och tid. Avgörande är hur folk brukar bete sig på platsen. Värderingarna kan förändras över tiden och det som var accepterat under 70- och 80-talen kanske inte längre anses acceptabelt.
Att en kvinna badar eller solar topless utomhus är inte förargelseväckande. Feministiska nätverk som topfreedom argumenterar för att platser där bar överkropp är acceptabelt för män, ska samma frihet gälla kvinnor. Om enskilda badhus och simhallar har annan klädkod för kvinnor åligger det dem att tydliggöra detta. 

### Filmer
Många filmer på biografer har genom tiderna blivit mycket uppmärksammade och omtalade just för att de innehåller scener med nakenbad.
- Extas (1933), en tjeckisk film, var censurerad i flera länder. Filmen inleds med att Hedy Lamarr simmar naken. I boken Bergman om Bergman, 1970, s. 147, berömmer Ingmar Bergman filmen, den hade gjort ett ”intensivt intryck” på honom, och han framhåller nakenbadet.

- Tarzan and His Mate (1934) med Johnny Weissmuller, innehåller en scen där Jane simmar naken. "Hays Code" infördes i juli 1934, så efter detta var nakenbadande kvinnor inte längre tillåtna i Hollywoodfilmer. Det finns tre versioner av filmen med olika grad av nakenhet.

- Child Bride (1938) bedöms inte som en lysande film. Den är mest känd för att huvudpersonen, 12-åriga Shirley Mills, i en kort scen simmar naken. Ett barn tycks ha uppfattats som helt oskyldigt i dåtidens Hollywoodfilmer, och bröt uppenbart inte mot "Hays Code".

- Bröderna Östermans huskors (1945) brukar omtalas som den första svenska spelfilmen med nakenbad. Senare exempel var Hon dansade en sommar (1951) och Ingmar Bergmans Sommaren med Monika (1952), vilken François Truffaut refererar till i De 400 slagen. Woody Allen har berättat att han såg filmen just för nakenbadscenen, och då upptäckte Bergmans storhet.

- Änglar, finns dom? (1961), baserad på romanen Änglar finns dom, pappa? av John Einar Åberg är en klassiker med Jarl Kulle och Christina Schollin i huvudroller, men även Edvin Adolphson, Sigge Fürst och Isa Quensel.

- Föraktet (1963), en fransk-italiensk film i regi av Jean-Luc Godard, efter en novell av den Alberto Moravia. I ledande rollerna Michel Piccoli, Fritz Lang och Brigitte Bardot, i en uppmärksammad badscen.

- Moralens väktare i S:t Tropez (1964), en fransk komedi som blev internationell succé, och gjorde Louis de Funès världskänd, i rollen som gendarm. Ett tema är polisens arbete mot det då kraftigt ökande nakenbadandet i S:t Tropez.

- Jag är nyfiken – en film i blått (1968) av Vilgot Sjöman, innehåller en scen där Lena Nyman och Sonja Lindgren badar nakna i en myr. När Lena såg bilderna fick hon en chock – hon tyckte att hon behövde banta. Okänsliga recensioner av badscenen av Nils Beyer, en av Sveriges då ledande kritiker, och Artur Lundkvist, har gått till historien.[17]

- ...som havets nakna vind (1968) regisserades av Ulf Palme och Gunnar Höglund. I rollerna sågs bland andra Hans Gustafsson och Lillemor Ohlson. Filmen hade en uppmärksammad premiär på China och innehöll mycket nakenbad i Stockholms skärgård.

- Komedi i Hägerskog (1968), efter Artur Lundkvists roman med regi och manus av Torgny Anderberg. I rollerna de unga Monica Nordquist och Ulf Brunnberg.

- Bokhandlaren som slutade bada (1969) regisserad av Jarl Kulle med Jarl Kulle i huvudrollen, innehöll många scener med nakenbadande män. Förlaga till filmen var Fritiof Nilsson Piratens bok från 1937.

- Age of Consent (1969), en film från Australien av en brittisk regissör, Michael Powell. I filmen badar Helen Mirren naken i flera scener. Hon har genom tiderna gjort nakenscener i ett flertal filmer och har även betecknat sig själv som naturist.[18]

- Walkabout (1971), en australisk-brittisk film regisserad av Nicolas Roeg, visar Jenny Agutter samt David Gulpilil och Luc Roeg som simmar nakna i flera sjöar. De är avskärmade från civilisationen genom en olycka.

- Strandhugg i somras (1972) var Mikael Ekmans regidebut. I filmen gör Stellan Skarsgård en av sina första filmroller och i övrigt medverkar bland andra Siv-Inger Svensson, Börje Nyberg och Monica Ekman. Filmen innehåller nakenbad, men har i övrigt inte fått så stor uppmärksamhet.

- Hajen (1975), börjar med att Chrissie Watkins, spelad av Susan Backlinie, simmar naken i havet och attackeras av hajen. Susan Backlinie kom senare att göra en självparodisk repris på scenen i komedin 1941 (1979).

- Den blå lagunen (1980), av Randal Kleiser med Brooke Shields, visar mycket nakenbad i Champagne Bay, Vanuatu. Brooke Shields var då 15 gammal, och nakenscenerna spelades därför av hennes body double, Kathy Troutt.

- Paradise (1982), en kanadensisk film, regisserad av Stuart Gillard, visar Phoebe Cates som simmar naken Döda havet och Gennesaretsjön, i Israel.

- Sirens (1994), en australisk-brittisk film regisserad av John Duigan, med Elle Macpherson, Portia de Rossi, Tara Fitzgerald och Kate Fischer som simmar nakna.

### Fotnoter
1. ↑  Omstridd bild.
2. ↑   Arkiverad 24 december 2013 hämtat från the Wayback Machine. Lotten Bergman, När man står naken.
3. ↑   DN 2009, Nyprydhet?
4. ↑   Expressen 2006, Seriösa naturister har inte sex öppet.
5. ↑  Travel trend: Naked vacations
6. ↑  Citizen Times: Naked vacations are becoming more popular[död länk]
7. ↑  Ivarsson, Måns (27 januari 2015). ”10 nakenstränder för dig som vill bada näck”. Expressen. https://alltomresor.expressen.se/10-nakenstrander-for-dig-som-vill-bada-nack/.
8. ↑  Höök, Lovisa (24 januari 2016). ”En ung generation har hittat till kallbadhusen”. Sydsvenskan. https://www.sydsvenskan.se/2016-01-23/en-ung-generation-har-hittat-till-kallbadhusen. [inloggning kan krävas]
9. ↑  ”Här hittar du nakenbaden”. Aftonbladet. 7 maj 2009. https://www.aftonbladet.se/nyheter/a/zL041O/har-hittar-du-nakenbaden.
10. ↑  Hagman, Ann (5 februari 2009). ”Metro Naket eller avklätt i bastun.”. Metro. Arkiverad från originalet den 28 februari 2018. https://web.archive.org/web/20180228223248/https://www.metro.se/artikel/naket-eller-p%C3%A5kl%C3%A4tt-i-bastun-xr. Läst 28 februari 2018.
11. ↑  Hühne von Seth, Marianne (30 juni 2009). ”Otrendigt vara naken i bastun”. Svenska Dagbladet. https://www.svd.se/a/fb7e33ab-de4d-32a9-8762-0a5d40b48e6f/otrendigt-vara-naken-i-bastun.
12. ↑  ”Vett och etikett I bastun”. Bastu.se. Arkiverad från originalet den 28 februari 2018. https://web.archive.org/web/20180228223520/https://bastu.se/artiklar/vett-och-etikett-i-bastun/. Läst 28 februari 2018.
13. ↑  Swedenmark, Eva (15 juli 2012). ”Hur har ni det i bastun, är ni nakna eller insvepta i handduk”. Eva Swedenmarks Värld. https://evaswedenmark.blogspot.com/2012/07/hur-har-ni-det-i-bastun-ar-ni-nakna.html.
14. ↑  Rydberg, Mikaela (25 juni 2013). ”Gefle Dagblad Lagligt att vara naken, 2013.”. Gefle Dagblad. Arkiverad från originalet den 3 september 2018. https://web.archive.org/web/20180903215204/https://www.gd.se/artikel/gastrikland/gavle/lagligt-att-vara-naken. Läst 30 maj 2018.
15. 1 2  Sundqvist, Jonatan (9 maj 2017). ”Vad säger lagen om nakenhet i offentlig miljö?”. Lawline. https://lawline.se/answers/vad-sager-lagen-om-nakenhet-i-offentlig-miljo.
16. ↑  ”Så naken får du vara hemma”. Svenska Dagbladet. 12 juni 2014. https://www.svd.se/sa-naken-far-du-vara-hemma. Läst 18 maj 2018.
17. ↑  Nyman, Lena (26 mars 1968). ”Lena Nyman frågar filmkritikerna: Hur ser en intelligent kropp ut?”. Expressen. https://www.expressen.se/kultur/lena-nyman-fragar-filmkritikerna-hur-ser-en-intelligent-kropp-ut/.
18. ↑  ”Helen Mirren revealed as naturist of the year” (på engelska). Irish Independent. 30 oktober 2004. https://www.independent.ie/world-news/europe/helen-mirren-revealed-as-naturist-of-the-year/25895465.html. [inloggning kan krävas]